# Europacupen i fotboll 1988/1989
Europacupen i fotboll 1988/1989 vanns av AC Milan, Italien då man i finalmatchen besegrade Steaua București, Rumänien med 4–0 i Barcelona den 24 maj 1989. Finalen var den mest ensidiga sedan säsongen 1973/1974.

## Inledande omgångar

### Första omgången
| Lag 1               | Totalt         | Lag 2             | Möte 1 | Möte 2 |
| PSV Eindhoven       | Stod över      |                   |        |        |
| Porto               | 3–2            | HJK Helsingfors   | 1–0    | 1–1    |
| Górnik Zabrze       | 7–1            | Jeunesse Esch     | 1–0    | 1–1    |
| Real Madrid         | 4–0            | Moss FK           | 3–0    | 1–0    |
| Budapest Honvéd     | 1–4            | Celtic            | 1–0    | 0–4    |
| BFC Dynamo          | 3–5            | Werder Bremen     | 3–0    | 0–5    |
| Vitosha             | 2–7            | AC Milan          | 0–2    | 2–5    |
| Dundalk             | 0–8            | Röda stjärnan     | 0–5    | 0–3    |
| Ħamrun Spartans     | 2–3            | 17 Nëntori Tirana | 2–1    | 0–2    |
| Pezoporikos Larnaca | 2–7            | IFK Göteborg      | 1–2    | 1–5    |
| Sparta Prag         | 3–7            | Steaua București  | 1–5    | 2–2    |
| Spartak Moskva      | 3–1            | Glentoran         | 2–0    | 1–1    |
| Club Brugge         | 00002–2 (BM)   | Brøndby IF        | 1–0    | 1–2    |
| Valur               | 1–2            | AS Monaco         | 1–0    | 0–2    |
| AEL Larissa         | 3–3 (0–3 str.) | Neuchâtel Xamax   | 2–1    | 1–2    |
| Rapid Wien          | 2–3            | Galatasaray       | 2–1    | 0–2    |

### Andra omgången
| Lag 1             | Totalt         | Lag 2          | Möte 1 | Möte 2 |
| PSV Eindhoven     | 5–2            | Porto          | 5–0    | 0–2    |
| Górnik Zabrze     | 2–4            | Real Madrid    | 0–1    | 2–3    |
| Celtic            | 0–1            | Werder Bremen  | 0–1    | 0–0    |
| AC Milan          | 2–2 (4–2 str.) | Röda stjärnan  | 1–1    | 1–1    |
| 17 Nëntori Tirana | 0–4            | IFK Göteborg   | 0–3    | 0–1    |
| Steaua București  | 5–1            | Spartak Moskva | 3–0    | 2–1    |
| Club Brugge       | 2–6            | AS Monaco      | 1–0    | 1–6    |
| Neuchâtel Xamax   | 3–5            | Galatasaray    | 3–0    | 0–5    |

## Slutspel

### Kvartsfinaler
| Lag 1         | Totalt | Lag 2            | Möte 1 | Möte 2 |
| PSV Eindhoven | 2–3    | Real Madrid      | 1–1    | 1–2    |
| Werder Bremen | 0–1    | AC Milan         | 0–0    | 0–1    |
| IFK Göteborg  | 2–5    | Steaua București | 1–0    | 1–5    |
| AS Monaco     | 1–2    | Galatasaray      | 0–1    | 1–1    |

### Semifinaler
| Lag 1            | Totalt | Lag 2       | Möte 1 | Möte 2 |
| Real Madrid      | 1–6    | AC Milan    | 1–1    | 0–5    |
| Steaua București | 5–1    | Galatasaray | 4–0    | 1–1    |

### Final
|           | 24 maj 1989 | AC Milan                                       | 4 – 0   | Steaua București | Camp Nou                                                              |                                                                       |
| 20:15 UTC | 20:15 UTC   | Ruud Gullit 17′, 38′ Marco van Basten 26′, 46′ | (3 – 0) |                  | Barcelona Publik: 97 000 Domare: Karl-Heinz Tritschler (Västtyskland) | Barcelona Publik: 97 000 Domare: Karl-Heinz Tritschler (Västtyskland) |
| 20:15 UTC | 20:15 UTC   |                                                |         |                  | Barcelona Publik: 97 000 Domare: Karl-Heinz Tritschler (Västtyskland) | Barcelona Publik: 97 000 Domare: Karl-Heinz Tritschler (Västtyskland) |
| 20:15 UTC | 20:15 UTC   |                                                |         |                  | Barcelona Publik: 97 000 Domare: Karl-Heinz Tritschler (Västtyskland) | Barcelona Publik: 97 000 Domare: Karl-Heinz Tritschler (Västtyskland) |

| Europacupmästare 1988/89 |
| ------------------------ |
| AC Milan Tredje titeln   |

### Webbkällor
Den här artikeln är helt eller delvis baserad på material från engelskspråkiga Wikipedia, tidigare version.